# Tai Po
Tai Po (en chino: 大埔区, pinyin: Dà bù qū, su nombre deriva del río taipo tributario del Río Lam tsuen, en inglés: Tai Po District) es uno de los 18 distritos de la ciudad de Hong Kong, República Popular China. Está ubicado en la parte noreste de Hong Kong, en su parte peninsular denominada Nuevos Territorios. Su área es de 148.1 kilómetros cuadrados y su población es de 296 000 (73% de 15 a 64 años) la tercera densidad más baja de la ciudad.
Desde la Dinastía Han, este distrito fue construido en septiembre de 1981. Aquí es donde queda la imprenta de billetes de la ciudad, el Dólar de Hong Kong.
Su principal economía es la agricultura , la pesca y las fábricas. Este distrito tiene un equipo de fútbol local llamado el Taipo f.c. (大埔足球会) establecido en 2002 y que juega en la Primera División de Hong Kong.